# دکتر جعفر معصومی
دکتر جعفر معصومی: متخصص گفتاردرمانی و استاد دانشگاه علوم پزشکی تبریز است. ایشان یکی از استادان برجسته و متخصصان مطرح در حوزه گفتاردرمانی در ایران است. او عضو هیئت علمی دانشگاه علوم پزشکی تبریز بوده و سال‌ها تجربه بالینی، آموزشی و پژوهشی در زمینه اختلالات گفتاری، زبانی، شنوایی، اختلالات و مشکلات صوتی، مشکلات بلع،تصویر برداری حنجره با استروبوسکوپی و فیز دارد.
اگر به دنبال اطلاعات دقیق درباره دکتر معصومی، خدمات وی، تخصص‌ها و نحوه تماس هستید، این مقاله به تمام سوالات شما پاسخ می‌دهد.

## دکتر جعفر معصومی چه کسی است؟
دکتر جعفر معصومی (متولد 1357) شهر تبریز، متخصص گفتاردرمانی و استاد تمام وقت دانشگاه علوم پزشکی تبریز است. وی دارای مدرک تخصصی در زمینه گفتاردرمانی از دانشگاه تهران است و بیش از دو دهه تجربه در آموزش و درمان یدون داروی اختلالات زبانی،گفتاری، صدا، بلع،اوتیسم، بیش فعال، صدا، فلج مغزی، اختلالات یادگیری و شنوایی دارد.
او یکی از بنیانگذاران رشته گفتاردرمانی در دانشگاه علوم پزشکی تبریز بوده و نقش مهمی در توسعه این رشته در شمالغرب کشور داشته است.

## زمینه‌های تخصصی دکتر معصومی
دکتر معصومی در زمینه‌های زیر فعالیت بالینی و پژوهشی دارد:
- اختلالات گفتار و زبان در کودکان و بزرگسالان
- تشخیص و درمان اختلالات صوت و صدا در کودکان و بزرگسالان
- تشخیص و  اختلالات بلع در نوزادان، کودکان و بزرگسالان
- گفتاردرمانی در بیماران نورولوژیک (مانند بعد از سکته مغزی)
- استفاده از روش‌های نوین درمانی و فناوری‌های گفتاردرمانی
- تصویر برداری حنجره با استفاده از فیز و استروبوسکوپی
- تهیه نقشه مغزی ، نوروفیدبک لورتا و TDCS،
- ارایه برنامه های درمانی براساس بیوفیدبک با آخرین تجهیزات مدرن روز
- غربالگری شنوایی در نوزادان و کودکان

## خدمات آموزشی و پژوهشی
دکتر معصومی نه تنها یک متخصص بالینی است، بلکه یک استاد دانشگاه و پژوهشگر فعال نیز محسوب می‌شود.

### تدریس:
- دروس تخصصی گفتاردرمانی در مقاطع کارشناسی، کارشناسی ارشد و دکتری
- تربیت نیروهای متخصص در حوزه اختلالات ارتباطی، زبانی، گفتاری،صوتی و بلع
- تألیف و تدریس منابع درسی تخصصی

### پژوهش:
- انتشار مقالات علمی در مجلات معتبر داخلی و بین‌المللی
- مجری چندین طرح پژوهشی در حوزه گفتاردرمانی
- همکاری با مرکز تحقیقات علوم شنوایی و گفتاری

مقالات پژوهشی منتشر شده تا کنون در حال بروزرسانی
- Autism screening tests: A narrative review
- Study protocol: Language profile in mild cognitive impairment: A prospective study
- Picture-Naming Performance in Persian-Speaking Patients with Mild Cognitive Impairment and Alzheimer’s Disease
- Cross-cultural adaptation, validation, and diagnostic accuracy of the voice fatigue handicap questionnaire-persian version
- Cross-cultural adaptation and validation of Vocal Fatigue Index to the Azerbaijani-Turkish
- Exploring language performance in people with mild cognitive impairment and Alzheimer's disease: a prospective longitudinal study
- Effects of rehabilitation interventions on motor skills of children with autism spectrum disorder: a narrative review

## خدمات درمانی و مطب شخصی
دکتر معصومی در طول سال‌ها، خدمات گفتاردرمانی متعددی را به بیماران ارائه داده است. مطب ایشان در شهر تبریز، یکی از مراکز معتبر برای درمان اختلالات گفتاری است.

### گروه‌های هدف:
- کودکان با تاخیر گفتاری
- افراد دارای لکنت
- تصویر برداری از حنجره با تنها دستگاه استروبوسکوپی در شهر تبریز
- درمان اختلالات بلع در نوزادان، کودکان و بزرگسالان با استفاده از آخرین تجهیزات و امکانات مانند تصویر برداری انعطاف پذیر مانند فیز
- برداشتن و ریموبدون خطر و تضمینی NG ، پگ
- درمان بدون داروی افراد مبتلا به اوتیسم
- درمان بدون داروی بیش فعالی و کمبود توجه و تمرکز
- درمان بدون داروی اختلالات یادگیری، خواندن، نوشتن و ریاضیات
- درمان بیماران بعد از سکته مغزی
- افراد دارای اختلالات شنوایی
- افراد با اختلالات زبانی و ارتباطی

## راه‌های ارتباطی با دکتر جعفر معصومی
برای مشاوره، درمان یا همکاری با دکتر جعفر معصومی می‌توانید از طریق اطلاعات زیر با ایشان تماس بگیرید:
- آدرس مطب: تبریز، امام، خیابان رضا نژاد جنوبی

## 🧾 افتخارات و دستاوردها
- عضو هیئت علمی دانشگاه علوم پزشکی تبریز از سال 1375
- مؤلف و مترجم چندین کتاب تخصصی گفتاردرمانی
- دارای بیش از 50 مقاله در مجلات علمی
- مجری طرح‌های پژوهشی ملی و منطقه‌ای
- عضو کمیته علمی همایش‌های ملی گفتاردرمانی

## سوالات متداول

### ۱. دکتر جعفر معصومی چه رشته‌ای است؟
دکتر جعفر معصومی متخصص گفتاردرمانی و استاد دانشگاه علوم پزشکی تبریز است.

### ۲. آیا دکتر معصومی در تبریز مشاوره می‌دهد؟
بله، دکتر معصومی در مطب خود در تبریز خدمات مشاوره و درمان گفتاردرمانی ارائه می‌دهد.

### ۳. چگونه می‌توان به مطب دکتر معصومی مراجعه کرد؟
می‌توانید از طریق شماره‌های تماس یا حضور مستقیم در مطب وی در تبریز نسبت به رزرو نوبت اقدام کنید.

### ۴. آیا دکتر معصومی فقط کودکان را معاینه می‌کند؟
خیر، دکتر معصومی خدمات خود را به تمام گروه‌های سنی از جمله کودکان، نوجوانان و بزرگسالان ارائه می‌دهد.

## نتیجه‌گیری
دکتر جعفر معصومی یکی از معدود متخصصان گفتاردرمانی در ایران است که تلفیقی از دانش تخصصی، تجربه بالینی و تعهد آموزشی دارد. اگر به دنبال درمان اختلالات گفتاری، زبانی، بلع، صوت، صدا،حنجره یا شنوایی در منطقه آذربایجان هستید، دکتر معصومی گزینه‌ای ایده‌آل و مطمئن خواهد بود.
1. ↑  معصومی، دکتر (۲۰۲۴-۱۲-۰۱). «دکتر معصومی در گفتار درمانی تبریز - یاشام». دریافت‌شده در ۲۰۲۵-۰۷-۱۷.
2. ↑  «فرم ارزیابی و وقت ویزیت - یاشام». ۲۰۲۳-۱۰-۱۸. دریافت‌شده در ۲۰۲۵-۰۷-۱۷.

https://journals.sagepub.com/doi/full/10.4081/jphr.2021.2308
1. ↑  Fekar Gharamaleki, Fatemeh; Bahrami, Boshra; Masumi, Jafar (2022-01-31). "Autism Screening Tests: A Narrative Review". Journal of Public Health Research (به انگلیسی). 11 (1): jphr.2021.2308. doi:10.4081/jphr.2021.2308. ISSN 2279-9036. PMC 8859712.